# Histioea bellatrix
Histioea bellatrix là một loài bướm đêm thuộc phân họ Arctiinae, họ Erebidae.